# Zakon o delovnih razmerjih Republike Slovenije
Zakon o delovnih razmerjih (ZDR) je zakon, ki v Republiki Sloveniji velja od 1. januarja 2003 in ureja razmerja med delavcem in delodajalcem. Objavljen je bil v Uradnem listu št. 42-2006/2002.
1. člen tega zakona pojasnjuje njegov namen takole:
1. Ta zakon ureja delovna razmerja, ki se sklepajo s pogodbo o zaposlitvi med delavcem in delodajalcem.
2. Cilji zakona so vključevanje delavcev v delovni proces, zagotavljanje usklajenega poteka delovnega procesa ter preprečevanje brezposelnosti, pri čemer se upošteva pravica delavcev do svobode dela, dostojanstva pri delu in varuje interese delavcev v delovnem razmerju.